# Stuck (film)
Pour les articles homonymes, voir Stuck.
Pour plus de détails, voir Fiche technique et Distribution.
Stuck : Instinct de survie (Stuck) est un film multinational réalisé par Stuart Gordon et sorti en 2007. Il s'inspire d'une histoire vraie, le meurtre de Gregory Glenn Biggs (en) en octobre 2001.

## Synopsis
À Providence dans le Rhode Island, Thomas « Tom » Bardo passe une journée particulièrement mauvaise : son chômage et il vient d'être expulsé de son logement. Brandi Boski, aide-soignante en maison de retraite, est quant à elle potentiellement candidate à une promotion au travail. Elle fait la fête, mêlant alcool et MDMA, avant de rentrer chez elle en voiture. Sur la route, Brandi heurte Tom avec sa voiture. L'homme se retrouve coincé dans son pare-brise. Craignant d'être arrêtée, Brandi continue de rentrer chez elle en voiture avec la promesse qu'elle demandera de l'aide à Tom. Cependant, estimant que signaler l'accident détruirait sa vie et sa carrière, elle choisit de prendre un taxi pour se rendre au travail le lendemain, le laissant mourir à petit feu dans son garage.

## Fiche technique
- Titre original : Stuck
- Titre français : Stuck : Instinct de survie
- Réalisateur : Stuart Gordon
- Scénario : John Strysik, d'après une histoire de Stuart Gordon
- Musique : Bobby Johnston (en)
- Photographie : Denis Maloney
- Montage : Andy Horvitch
- Producteurs : Stuart Gordon, Robert Katz, Ken Gord (en), Jay Firestone (en)
- Sociétés de production : Amicus Entertainment, Prodigy Pictures, Grana Pictures
- Sociétés de distribution : ThinkFilm (en), Image Entertainment (en)
- Genre : Thriller
- Durée : 85 minutes
- Pays de production :  Canada,  États-Unis,  Royaume-Uni,  Allemagne
- Langue originale : anglais
- Durée : 85 minutes
- Dates de sortie[1] :
  - Allemagne : 1er août 2007 (Fantasy Filmfest)
  - France : 23 janvier 2008 (festival international du film fantastique de Gérardmer)
  - États-Unis : 30 mai 2008 (sortie limitée)
  - Royaume-Uni : 9 janvier 2009
  - France : juin 2011 (DVD)

## Distribution
- Mena Suvari (V. F. : Nathalie Bienaimé) : Brandi
- Stephen Rea (V. F. : Frédéric Cerdal) : Thomas Bardo
- Russell Hornsby (V. F. : Antoine Nouel) : Rashid
- Rukiya Bernard (V. F. : Olivia Dutron) : Tanya
- Carolyn Purdy : Petersen
- Lionel Mark Smith (en) : Sam
- Wayne Robson : M. Binckley
- R. D. Reid : le manager
- Patrick McKenna : Joe Lieber
- John Dunsworth : Cabbie
- Stuart Gordon : le résident qui se fait crier dessus dans le couloir (caméo)

Sources et légende : Version française (V. F.) selon le carton de doublage.[réf. nécessaire]

## Production
Le tournage a lieu au Canada, à Saint-Jean (Nouveau-Brunswick) et Toronto (Ontario).